# Hišica iz kock
Delo je nastalo po predavanju njenega profesorja dr. Stanka Gogale v otroškem vrtcu. »Tistega dne sem videla odprto pot za pisanje pravljic pred seboj, spoznala sem, kako je treba izpolniti dogodek z domišljijo, vključiti v pravljico otroško igro.«, je zapisala Ela Peroci.
Hišica iz kock z ilustracijami Marlenke Stupice je prva pravljica Ele Peroci, ki je najprej izšla v Pionirskem listu leta 1952.

## Vsebina
Deklica, ki ji je bilo ime Jelka, je stanovala v hiši, ki je bila narejena iz kock. Hiša je stala sredi travnika. Ob sončnem vremenu je sedela pred svojo hišo in poslušala ptičje petje. Ko pa je padal dež, se je sprehajala po svojih sobah. Stene v vsaki sobi so bile poslikane, in ko je Jelka prišla iz sobe, so se stene oglašale. V prvi sobi ji je bela kokoš kokodakala, v drugi sobi je bila naslikana črna mačka, v tretji sobi pa je bil čez vso steno naslikan dimnikar. In na nek deževni dan se je sosedov pes strgal z verige in podrl Jelkino hišo iz kock. Jelka je tako ostala brez strehe nad glavo. Žalostna je stala na dežju. Bila je vsa premočena in želela si je, da bi ji kdo pomagal. Kokoš ji je dala zlato jajce in ji naročila, naj ga razbije, ko bo lačna. S kocke je stopila tudi črna mačka, ki je Jelki spredla svetlo nit, da jo bo nosila s sabo na poti, da se ne bo izgubila. Iz druge kocke pa je vstal tudi dimnikar. On je Jelki dal gumb in ji naročil, da ga mora prišiti na obleko, da ji bo prinesel srečo. Jelka je še vedno stala na dežju in iskala šivanko, da bi prišila gumb, a je ni našla. Odšla je na pot, da poišče šiviljo. Vso pot je odvijala nit, da bi se znala vrniti. V prvi vasi je ni našla. Prehodila je prvi gozd, v drugem pa jo je zajela tema. Jelka je bila lačna, zato je razbila jajce, ki ji ga je dala kokoš. Iz tega jajca je dobila dve jajci. Eno je bilo navadno belo, ki ga je Jelka pojedla, drugo pa ji je svetilo kot zvezda. Zato jo je luna prosila, naj sveti namesto nje in Jelka je morala počakati v gozdu celo noč. Naslednji dan je morala prehoditi še tretji gozd, da je prišla v vas pod goro, kjer je našla šiviljo. V zahvalo za prišiti gumb je Jelka dala šivilji preostalo nit, kar je ni porabila na poti in srečna odšla domov. Ko je začela graditi, je do nje prišel pes, ki je sledil svetli niti. Pes je Jelki pomagal sezidati novo hišo, ker ji je staro podrl in ostal je pri njej in jo zvesto varoval. In vse je bilo tako kot prej, le črne mačke ni bilo zaradi psa.
Nastopajoči liki:
Jelka, kokoš, mačka, dimnikar, pes, luna, šivilja.
Dogajalni kraj:
Sredi travnika, kjer je stala Jelkina hiša iz kock. V gozdu, kjer je Jelka srečala luno in v vasi za goro, kjer je živela šivilja.
Dogajalni čas:
Dva dni.
Simboli:
Zlato jajce (svetloba, upanje), dimnikarjev gumb (sreča), svetleča nit (varnost, bogastvo).
Pravljično število:
Jelka je morala iti čez tri gozdove, da je v vasi pod goro našla šiviljo, ki ji je prišila gumb za srečo.
Pravljične prvine:
Živali so poosebljene. Dobijo človeške lastnosti (Mačka in kokoš se pogovarjata z Jelko, ji pomagata.), imajo poseben pomen v človekovemu življenju. Prav tako je nenavadno jajce, ki ima posebno moč, da sveti namesto lune in gumb, ki prinaša srečo (vraževerje). Žival, ki je bila na začetku zlobna (Pes je Jelki podrl hišo.), se na koncu zaveda svoje napake in se pokesa ter spremeni. Človek in živali živijo v enakopravnem sožitju. 
Zgodbo lahko tudi opredelimo kot fantazijo, ki za vsem tem skriva večji in prikrit pomen. Pravljico si lahko vsak razlaga po svoje. Vsak človek je osebnost zase in prav tako se zgodba v vsakemu posamezniku zrcali na povsem svojstven način.

## Prevodi pravljice Hišica iz kock
NEMŠKI JEZIK:
• James Krüss: Das Haus aus Klötzchen (Hiša iz kock). Annette Betz Verlag, München (1965). Ilustracije, Lidija Osterc.
FRANCOSKI JEZIK:
• Zlata Cognard: Les cubes enchantés (Hiša iz kock). Hachette, Paris (1971). Ilustracije, Lidija Osterc.
MADŽARSKI JEZIK:
• Szunyog Sándor: A kockaházikó (Hišica iz kock). Pomurska založba, Murska sobota (1965). Ilustracije, Lidija Osterc.
ČEŠKI JEZIK:
• Oton Berkopec: Domeček z kostek (Hiša iz kock). Státni nakladatelství dĕtské knihy, Praha (1961). Ilustracije: Gabriela Dubska.
HRVAŠKI JEZIK:
• Anđelka Martić: Kućica od kocaka (Hiša iz kock). Naša djeca, Zagreb (1964). Ilustracije, Lidija Osterc.
SRBSKI JEZIK:
• Eleonora Vujičić Kern: Kućica od kockica (Hiša iz kock). Vuk Karadžić, Beograd (1965). Ilustracije, Lidija Osterc.
 MAKEDONSKI JEZIK: 
• Darko Spasov: Куќичка од коцки (Hiša iz kock). Najubavi bajki. Mladinska knjiga Skopje, Skopje (2011). Ilustracije, Lidija Osterc.
ITALIJANSKI JEZIK:
• Vida Šturm, Renato Caporali: La casetta di dadi (Hiša iz kock). Bemporad Marzocco, Firence (1967). Ilustracije, Lidija Osterc.

## Lutkovne uprizoritve pravljice Hišica iz kock
- 19. september 2003 V Lutkovnem gledališču Ljubljana je bilo premierno uprizorjeno delo Ele Peroci in Edija Majarona Hišica iz kock 
(Gostovanja:Nova Gorica, Vrhnika, Krško, Novo mesto. Število ponovitev 45.).